# Schwere Panzer-Abteilung 509
De Schwere Panzer-Abteilung 509 was een zelfstandig opererend Duits tankbataljon in de Tweede Wereldoorlog. Het bataljon werd eerst uitgerust met zware tanks van het type Tiger I ofwel Panzerkampfwagen VI Ausf. E. De eenheid was actief in de oorlog tegen de Sovjet-Unie aan het Oostfront. Later volgde de uitrusting met Tiger II tanks. De Abteilung bracht de laatste maanden van de oorlog door in Hongarije en capituleerde uiteindelijk in Tsjecho-Slowakije.

## Formatie
In mei 1943 werd de Schwere Panzer-Abteilung 509 opgericht in Schwetzingen onder gebruikname van de staf en de I. Abteilung van het sinds 20 maart 1943 opgeheven Panzerregiment 204 van de 22e Pantserdivisie. Vanaf 9 september werd het personeel voor deze eenheid naar Schwetzingen overgebracht. Kort daarna werd de eenheid overgebracht naar Oefenterrein Sennelager, noordelijk van Paderborn. De voertuigen en uitrusting kwamen binnen tot het eind van de maand, met name 45 Tiger Is. De uiteindelijke training vond plaats op Oefenterrein Mailly-le-Camp in Frankrijk en duurde de hele maand oktober.

## Inzet
Op 28 oktober 1943 werd de Abteilung op transport gezet naar het oostfront. Van 6 november tot eind december volgden gevechten in het gebied rond Fastow, Brussilow, Zjitomir en Berditschev. In de eerste weken van januari 1944 volgde een korte rustpauze. Maar vanaf 12 januari begon een intensieve gevechtsperiode ten noordoosten van Vinnytsja, o.a. bij Ljoebar. Na een korte rust begin februari, werd de eenheid op 12 februari verplaatst naar Sjepetivka, een plaats die terugveroverd moest worden. Vier dagen later ging het naar Izjaslav. Hier waren de Sovjettroepen doorgebroken. In de week volgend wisselde deze stad zesmaal van eigenaar. In maart en begin april 1944 belandde de Abteilung als onderdeel van het 1e Pantserleger in de pocket van Kamentz-Podolsk. De Abteilung speelde een belangrijke rol in de uitbraak uit deze pocket, maar had nog slechts 1 inzetbare Tiger over. De Abteilung lag als reserve vervolgens in Boetsjatsj. In mei 1944 werd de Abteilung overgebracht naar Kolomea in Hongarije om daar Hongaarse Tigerbemanningen te trainen. De gebruikte Tigers werden in juni aan de Hongaren afgegeven. Tegen eind juni 1944 bezat de Abteilung weer 44 Tigers.
In juli 1944 vertrok de Abteiling weer naar het front en kwam vanaf 18 juli in actie bij Krystynopol tegen het Sovjet Lvov-Sandomierz Offensief. De Abteilung moest in de komende weken langzaam terug, stak op 29 juli de Weichsel over en werd vrijwel meteen ingezet aan de noordzijde van het zich vormende Sandomierz bruggenhoofd, bij Ostrowiece. In de gevechten hier leed de Abteilung zware verliezen tot begin september 1944. Op 8 september gaf de Abteilung zijn resterende Tigers af aan de Schwere Panzer-Abteilung 501 en vertrok naar Sennelager.
In Sennelager trainde de Abteilung op de nieuw Tiger II, waarvan er tot 1 januari 1945 in totaal 45 geleverd werden. Van 12 tot 15 januari 1945 volgde treintransport naar Hongarije en de Abteilung werd toegewezen aan het IV SS Pantserkorps voor Operatie Konrad III. Op 18 januari viel de Abteilung aan bij Jenő, maar verloor die dag 11 Tigers, waarvan zeven als total-loss. De operatie duurde tot en met 27 januari 1945. In maart participeerde de Abteilung ook in Operatie Frühlingserwachen. Daarna volgde alleen nog een terugtocht door Oostenrijk naar het westen, tot Lafnitz, van daar werd de eenheid op 13 april 1945 verplaatst naar Sankt Pölten en vandaar naar Laa an der Thaya. Vandaar ging het via Znojmo (6 mei) terug. Op 8 mei 1945 werden ten zuiden van Kaplitz de laatste vijf Tigers opgeblazen.

### Einde
De Schwere Panzer-Abteilung 509 capituleerde op 9 mei 1945 zuidelijk van Kaplitz aan US-troepen.

## Succesvolle tankcommandanten
Eric Litztke (zou meer dan 76 tanks vernietigd hebben, het exacte aantal is onbekend)

## Data
De Schwere Panzer-Abteilung 509 vernietigde in totaal 500 geallieerde tanks, terwijl de Abteilung zelfs 120 Tiger tanks verloor. Van die 120 gingen 63% verloren in de strijd, 33% door zelfvernietiging en 4% door overige oorzaken.

## Commandanten
| Rang                | Naam                                 | Begin            | Eind             |
| ------------------- | ------------------------------------ | ---------------- | ---------------- |
| Hauptmann           | Hannibal von Lüttichau               | juli 1943        | 7 november 1943  |
| Major               | Kurt Gierga                          | november 1943    | 15 januari 1944  |
| Oberleutnant        | Dr. Ernst-Nordewin von Diest-Koerber | 15 januari 1944  | 26 februari 1944 |
| Hauptmann           | Radtke                               | 26 februari 1944 | 4 maart 1944 †   |
| Oberleutnant d.R.   | König                                | 4 maart 1944     | 21 maart 1944    |
| Hauptmann           | Hans-Jürgen Burmester                | 21 maart 1944    | 18 januari 1945  |
| Oberleutnant d.R.   | König                                | 18 januari 1945  | 21 januari 1945  |
| SS-Hauptsturmführer | Leibel                               | 21 januari 1945  | ? januari 1945   |
| Hauptmann           | Hans-Jürgen Burmester                | 27 januari 1945  | 26 februari 1945 |
| Oberleutnant d.R.   | König                                | 26 februari 1945 | 9 mei 1945       |

Opmerkingen: Major Gierga raakte gewond door granaatsplinters in het onderlijf. Oberleutnant von Diest-Koerber was m.F.b. (mit der Führung beauftragt, tijdelijk commandant). Hauptmann Radtke sneuvelde door Sovjet artillerievuur. Oberleutnant König was tweemaal m.F.b.. Hauptmann Burmester raakte gewond zuidelijk van Jenő. SS-Hauptsturmführer Leibel was ook kort m.F.b..